# Рец (Аустрија)
Рец град је у Аустрији у покрајини Доња Аустрија.

## Положај
Град Рец лежи на северозападу у обаласти Вајнфиртел у долљој Аустрији у срезу Холабрун. Од целе површине од 45 km² је скоро 12% под шумама. Делови општине су такође катастрална земљишта Хоферн, Клајнхофлајн, Оберналб и Унтерналб. 

## Становништво
| 1971. | 1981. | 1991. | 2001. | 2011. |
| ----- | ----- | ----- | ----- | ----- |
| 4.927 | 4.333 | 4.284 | 4.168 | 4.186 |

По процени из 2016. у граду је живео 4331 становник.

## Партнерски градови
- Хајнбург
- Рец
- Знојмо